# Palazzo Euskalduna
Il Palazzo Euskalduna (in basco Euskalduna Jauregia, in spagnolo Palacio Euskalduna) è un centro 
congressi e di spettacoli che si trova a Bilbao, in Spagna.
Progettato dagli architetti Federico Soriano e Dolores Palacios, fu inaugurato il 19 febbraio 1999.
È sede dell'orchestra sinfonica di Bilbao (BOS, Bilbao Orkestra Sinfonikoa).

## La struttura
Il Palazzo Euskalduna è un complesso polifunzionale che occupa una superficie di ben 25.000 metri quadrati e, al suo interno, risiede splendido teatro con oltre 2.000 posti a sedere,  7 sale per convegni e conferenze, 7 sale per le prove d’orchestra e sale minori.